# 畳紙
畳紙（「たとうがみ」または「たとうし」。元来「たたみがみ」がウ音便によって転訛したもの。帖紙とも）は、結髪の道具や衣類などを包むための紙である。単にたとう、タトウなどとも呼ばれる。
また、詩歌の詠草（草稿）や鼻紙などとして使う、畳んで懐に入れる紙（懐紙）を指すこともある。
着物などを包む畳紙は、厚手の和紙に渋や漆などを塗り折り目をつけたもので、三つ折にした後にその端を折り曲げることで中のものが落ちないようにする。
この畳紙による和服の包装・保存手法は日本における昆虫採集の技術の発展過程で昆虫標本の整形・保存技術に取り込まれている。四角く切った脱脂綿の上に殺した甲虫、カメムシ類などを置き、ピンセットで整形した後にデータを記した半紙を三つ折して包み、端を折り曲げて通気性のよい容器に防虫剤とともに保存して乾燥させる。個体別に昆虫針に固定し、データラベルを添付する最終的な標本の完成形にするまでの仮整理によく使われ、そのままタトウ、あるいは四角紙と呼ばれている。
なお、神道界では、この紙は本来は懐紙であり、また詩歌を書き、涙や鼻液を拭うにも用いたが、一種の装飾具となった。現在の神職の男子は白檀紙（）、女子は紅鳥ノ紙（）を用いる。神社では、畳紙（）、帖紙（）とも言う。
神職が装束を着装した時に畳紙と中啓を懐中する場合が多い。